# Баттл-Граунд (Вашингтон)
Баттл-Граунд (англ. Battle Ground) — місто (англ. city) в США, в окрузі Кларк штату Вашингтон. Населення — 20 743 особи (2020).

## Географія
Баттл-Граунд розташований за координатами 45°46′37″ пн. ш. 122°32′27″ зх. д. / 45.77694° пн. ш. 122.54083° зх. д. (45.776972, -122.540766).  За даними Бюро перепису населення США в 2010 році місто мало площу 18,54 км², уся площа — суходіл. В 2017 році площа становила 21,93 км², уся площа — суходіл.

## Демографія
Згідно з переписом 2010 року, у місті мешкала 17 571 особа в 5652 домогосподарствах у складі 4365 родин. Густота населення становила 948 осіб/км².  Було 5952 помешкання (321/км²).
Расовий склад населення:
| - 90,5 % — білих - 1,9 % — азіатів - 0,8 % — корінних американців - 0,8 % — чорних або афроамериканців - 0,3 % — вихідців з тихоокеанських островів - 2,1 % — осіб інших рас |

До двох чи більше рас належало 3,5 %. Частка іспаномовних становила 6,5 % від усіх жителів.
За віковим діапазоном населення розподілялося таким чином: 34,5 % — особи молодші 18 років, 57,6 % — особи у віці 18—64 років, 7,9 % — особи у віці 65 років та старші. Медіана віку мешканця становила 30,0 року. На 100 осіб жіночої статі у місті припадало 96,1 чоловіків;  на 100 жінок у віці від 18 років та старших — 90,1 чоловіків також старших 18 років.
Середній дохід на одне домашнє господарство  становив 67 578 доларів США (медіана — 58 525), а середній дохід на одну сім'ю — 73 789 доларів (медіана — 64 681). Медіана доходів становила 51 416 доларів для чоловіків та 37 527 доларів для жінок. За межею бідності перебувало 13,4 % осіб, у тому числі 16,6 % дітей у віці до 18 років та 12,5 % осіб у віці 65 років та старших.
Цивільне працевлаштоване населення становило 7988 осіб. Основні галузі зайнятості: освіта, охорона здоров'я та соціальна допомога — 23,3 %, роздрібна торгівля — 12,2 %, виробництво — 10,7 %, будівництво — 10,3 %.